# Heini Meng
Heinrich „Heini” Meng (Davos, 1902. november 20. – Melbourne, 1982. augusztus 13.) Európa-bajnok, olimpiai és világbajnoki bronzérmes, Spengler-kupa győztes, nemzeti bajnok svájci jégkorongozó.
Az 1928. évi téli olimpiai játékokon a svájci válogatottal vett részt a jégkorongtornán. Az első mérkőzésen Ausztria ellen 4–4-et játszottak, majd a németeket verték 1–0-ra. Így a csoportban az első helyen bejutottak a négyes döntőbe, ahol először elverték a briteket 4–0-ra, majd kikaptak a svédektől 4–0 és a kanadaiaktól 13–0-ra. Ezek után a bronzérmesek lettek. Ez az olimpia egyben Európa- és világbajnokság is volt, így Európa-bajnoki ezüstérmesek és világbajnoki bronzérmesek is lettek.
Klubcsapata a svájci HC Davos volt 1921 és 1934 között. 1927-ben, 1933-ban Spengler-kupa győztes volt. 1926-ban, 1927-ben, 1929 és 1934 között svájci bajnok volt. 1934-ben átigazolt a Grasshopper Club Zürichbe, ahol 1938-ig játszott.
Az 1926-os jégkorong-Európa-bajnokságon aranyérmes lett, 1924-ben és 1925-ben bronzérmet szereztek. 1932-ben, ami az utolsó független Európa-bajnokság volt, bronzérmesek lettek. Ezután a világbajnokság és az olimpia Európa-bajnokságnak is számított.
Az 1930-as jégkorong-világbajnokságon bronzérmet nyert.